# Suzanne Heldová
Suzanne Heldová (nepřechýleně Suzanne Held; 18. dubna 1925 – 10. května 2022, Paříž) byla francouzská novinářka, fotografka a reportérka, specialistka na Orient (Blízký, Střední a Dálný).

## Životopis
Suzanne Heldová vystudovala malířství a získala titul v oboru dějin umění a archeologie. Vystudovala politologii. Stala se novinářkou, poté v letech 1970 až 1973 šéfredaktorkou časopisu Savoirs des voyages. Když tento časopis zanikl, rozhodla se plně věnovat fotografii a stala se pravidelnou přispěvatelkou časopisu Geo.
Suzanne Heldová léta cestovala po světě. Jako specialistka na Asii byla v Indii asi čtyřicetkrát, cestovala ze severu na jih. Vydala kolem třiceti fotografických knih.
Suzanne Heldová umřela v Paříži 10. kvězna 2022 ve věku 97 let.

## Cena
- 1999, PATA Gold Award, Nagoya, Japonsko[5].

## Sbírky
Její fotografie se objevují mimo jiné ve sbírkách Musée Guimet, Pointe-à-Callière, města archeologie a historie Montrealu a Musée d'Oriental Turínské umění.

## Publikace

### Deníky
- Angkor, Geo Magic of the Orient, fotografie Suzanne Heldová, text Claude Jacques
- Barma, Geo Magic of the Orient, fotografie Suzanne Heldová, text Louis Frédéric
- Barma, Geo Magic of the Orient, fotografie Suzanne Heldová, text Michel Random
- Čína, Geo Magic of the Orient, fotografie Suzanne Heldová, text Hervé Beaumont

### Průvodce a alba
- Svět a cestování: Egypt, fotografie Suzanne Heldová, text Guy Rachet, 158 s. Vydání Nathan, 1985, Paříž, Hermé, 1996
- Majestic Thailand, fotografie Suzanne Heldová a Patrick de Wilde, text: Madi Testard, Paříž, Edice Atlas, 1991, 135 stran
- Majestic India, fotografie Suzanne Heldová, text Frédéric Louis Paris, Atlas Edition ; Brusel, Ed. Atlen, 1992, 127 stran
- Thajsko dnes, fotky Suzanne Heldová, text, Gérard Pouradier, Paříž, les Éds. of the Jaguar, 1992, 239 stran
- Indonésie dnes, fotografie Suzanne Heldová, text Anne Rochegude, Bernard Sonneville, Paříž, les Éds. z Jaguaru, 239 stran
- Indie, vize světla, fotografie Suzanne Heldová, text Frédéric Louis, Paris Édition Hermé, kolekce Vision, 1995, 2007, 237 stran
- Barma, vize Myanmaru, fotografie Suzanne Heldová, text Louis Frédéric (1923-1996), Paris Édition Hermé, 1996, 236 stran
- Nepál, vize sakrálního umění, fotografie Suzanne Heldová, text Gilles Béguin, Paris Édition Hermé, 1996, 253 stran
- Tunisko, fotografie Suzanne Heldová, text Guy Rachet, Paris Édition Hermé, 1997, 158 stran
- Angkor, vize božských paláců, fotografie Suzanne Heldová, text Claude Jacques, Paris Édition Hermé, 1997, 254 stran
- Thajsko, vize královských hlavních měst Siamu, fotografie Suzanne Heldová, text Claude Jacques, Paris Édition Hermé, 1998, 246 stran
- Maroko, fotografie Suzanne Heldová, text Guy Rachet, Paris Édition Hermé, 1998, 205 stran
- Sýrie, Libanon, Jordánsko, fotografie Suzanne Heldová, text Guy Rachet, Paris Édition Hermé, 1998, 246 stran
- Srí Lanka, vize ostrova Cejlon, fotografie Suzanne Heldová, text Patrick de Panthou, Paris Édition Hermé, 1999, 246 stran
- Persie, vize tisíciletých říší, fotografie Suzanne Heldová, text Hervé Beaumont, Paris Édition Hermé, kolekce Vision, 1999
- Rádžasthán, vize paláců a pevností, fotografie Suzanne Heldová, text Amina Taha Hussein-Okada, Paris Édition Hermé, 247 stran
- Čína, vize nebeské říše, fotografie Suzanne Heldová, text Hervé Beaumont, Paris Édition Hermé, kolekce Vision, 2000
- Java Bali, vize ostrovů bohů, fotografie Suzanne Heldová, text Hervé Beaumont, Paris Édition Hermé, kolekce Vision, 2000
- Egypt, fotografie Suzanne Heldová, text Guy Rachet, Paris Édition Hermé, kolekce Partance, 2000
- Japonsko, vize tvarů a světel, fotografie Suzanne Heldová, text Michel Random, Paris Édition Hermé, kolekce Vision, 2001
- On the Silk Roads, fotografie Suzanne Heldová, text Hervé Beaumont, editor GEO-Gallimard, 2002
- Himálaje, kláštery a buddhistické festivaly, fotografie Suzanne Heldová, text Nathalie Bazin, Edition Les Nouveaux Loisirs, Prisma Press, 2003.
- Vietnam, Mandarinská cesta, Hervé Beaumont, Suzanne Heldová, Kapitola dvanáctá, 2005, 242 stran
- Stromy věčnosti, fotografie Suzanne Heldová, Předmluva Jacques Brosse, Albin Michel, 2005, 200 stran
- Angkor, fotografie Suzanne Heldová, text Maurice Glaize, nakladatel Fernand Hazan, 2010, 382 stran
- Věčná Čína, fotografie Suzanne Heldová, Silvana Editoriale, 2010
- Věčné Japonsko, fotografie Suzanne Heldová, text Hervé Beaumont, Silvana Editoriale, 2011[11]

### Umělecké knihy
- Les Murs de Jean Cocteau, fotografie Suzanne Heldová, komentář Jean Cocteau, prezentace Carole Weisweiller, Edition Hermé, 1998, 205 stran
- Jean Cocteau, potetované stěny, fotografie Suzanne Heldová, Předmluva Carole Weisweiller, editor Michel de Maule, 2013, 158 stran[12]
- Přísliby věčnosti, Suzanne Heldová, rozhovor s Franckem Vermeulenem, Skira, 2014, 270 stran.[13][14]

## Osobní výstavy
- 2003: Paříž, říjen -listopad 2003[15]
- 2005-06: Indie světel, Forum Grimaldi, Monako[16]
- 2007: Indie světel, místo St Sulpice, Paříž VI
- 2009: Trees of Eternity, Abu Dhabi, pod patronací francouzského velvyslanectví[17]
- 2009: Trees of Eternity, Velvyslanectví Francie v Sultanátu Omán pod záštitou Maliky Berakové (velvyslankyně) a Francka Vermeulena (kulturního poradce)
- 2010: Věčná Indie[nedostupný zdroj], Muzeum asijského umění, Nice[18]
- 2011-12: Colours of India, Montrealské muzeum archeologie a historie[19], ve spolupráci s Guimet Museum, Paříž
- 2013: Spirits of Japan, Muzeum asijského umění, Nice, Fotografie Suzanne Heldová], sbírky Guimetova muzea[20]
- 2013-14: Spirito del Giappone, MAO, muzeum orientálního umění, Turín[21]
- 2020: Omán 1977, pocta věčné kráse[22][23], Francouzská ambasáda v sultanátu Omán

## Kolektivní výstavy
- 2003: Himalájské kláštery, Visa pour l'image, Perpignan
- 2007, 2008, 2009: Fotografie, galerie Frank Pages[24]
- 2008: ArtParis, Paříž, Grand Palais ; Abu Dhabi, Emirates Palace
- 2010: Současný Istanbul, Istanbul
- 2010-2011: Crans Montana
- 2011: Baden Baden
- 2011: Karlsruhe 2011, Fotografie, Galerie Frank Pages, Basel Scope, Basilej